# Campeonato Panamericano de Taekwondo de 1992
El VII Campeonato Panamericano de Taekwondo se celebró en Colorado Springs (Estados Unidos) en 1992 bajo la organización de la Unión Panamericana de Taekwondo.
En total se disputaron en este deporte dieciséis pruebas diferentes, ocho masculinas y ocho femeninas.

## Resultados

### Masculino
| Evento | Oro                          | Plata                             | Bronce                                                            |
| ------ | ---------------------------- | --------------------------------- | ----------------------------------------------------------------- |
| –50 kg | J. Leal · México             | Ly Hoang Estados Unidos           | Reynaldo Burgos · Puerto Rico · Raúl Moreno · Guatemala           |
| –54 kg | Manuel Chamorro Argentina    | Dickens Mathurin · Canadá         | Ricardo Zapata Acuña · Chile · Justin Poos · Estados Unidos       |
| –58 kg | Fernando Álvarez · México    | Sayed Najem · Canadá              | Mark Slijngard Surinam Carlos Rivera Puerto Rico                  |
| –64 kg | Jean López Estados Unidos    | Milton Iwama · Brasil             | Juan Toro · Chile · Giancarlo Weiss · Perú                        |
| –70 kg | Víctor Estrada · México      | Sergio Cárdenas Hernández · Chile | Geraldo Vázquez Rosado Puerto Rico Nick Terstenjak Estados Unidos |
| –76 kg | Jae-Hoon Lee · Canadá        | Hugo García Beltrán · México      | Aníbal la Vía Argentina Edelmiro Cintrón Torres Puerto Rico       |
| –83 kg | Luis Noguera · Venezuela     | Henry Ramírez · Colombia          | Billy Petrone Estados Unidos Ángel Muñoz Argentina                |
| +83 kg | Antonio González Puerto Rico | Marc Simmons · Canadá             | Gio Lo-a-Njve · Aruba · Andres Malatesta · Perú                   |

### Femenino
| Evento | Oro                           | Plata                           | Bronce                                                           |
| ------ | ----------------------------- | ------------------------------- | ---------------------------------------------------------------- |
| –43 kg | Anaí Ruiz · México            | Irma Gómez · Colombia           | Lisa Lopez · Canadá · Bettina Bailey · Estados Unidos            |
| –47 kg | María Teresa Ayala · México   | Terry Poindexter Estados Unidos | Deanna Harris · Canadá · Ivett Ayala · Puerto Rico               |
| –51 kg | Patricia Mariscal · México    | Diane Murray Estados Unidos     | Oly Padrón · Venezuela · C. Word · Argentina                     |
| –55 kg | Alejandra Chancalay Argentina | Simona Hradil Estados Unidos    | Cely Veloso Fontes · Brasil · Iris Brunilda Martes · Puerto Rico |
| –60 kg | Mariana Agüero Argentina      | Nancy Ferguson Estados Unidos   | Magdalena Vargas · Puerto Rico · Donna Halewich · Canadá         |
| –65 kg | Claudia Romero · México       | Heather Tullman Estados Unidos  | Shelley Vettese-Baert · Canadá · Saura Orlando · Argentina       |
| –70 kg | Michelle Smith Estados Unidos | Marcia King · Canadá            | Mónica del Real Jaime · México · María Gil · Argentina           |
| +70 kg | Yvonne Franssen · Canadá      | Kathy Wayner Estados Unidos     | Adriana Carmona · Venezuela · Jenny Amador · Puerto Rico         |

## Medallero
| Núm. | País           | Oro | Plata | Bronce | Total |
| ---- | -------------- | --- | ----- | ------ | ----- |
| 1    | México         | 7   | 1     | 1      | 9     |
| 2    | Argentina      | 3   | 0     | 5      | 8     |
| 3    | Estados Unidos | 2   | 7     | 4      | 13    |
| 4    | Canadá         | 2   | 4     | 4      | 10    |
| 5    | Puerto Rico    | 1   | 0     | 8      | 9     |
| 6    | Venezuela      | 1   | 0     | 2      | 3     |
| 7    | Colombia       | 0   | 2     | 0      | 2     |
| 8    | Chile          | 0   | 1     | 2      | 3     |
| 9    | Brasil         | 0   | 1     | 1      | 2     |
| 10   | Perú           | 0   | 0     | 2      | 2     |
| 11   | Aruba          | 0   | 0     | 1      | 1     |
| 11   | Guatemala      | 0   | 0     | 1      | 1     |
| 11   | Surinam        | 0   | 0     | 1      | 1     |
|      | TOTAL          | 16  | 16    | 32     | 64    |